# 毛列当
毛列当（学名：Orobanche caesia），为列当科列当属下的一个种。

## 扩展阅读
維基物種上的相關：毛列当